# Panamerikanische Spiele 2011/Leichtathletik – 400 m Hürden der Männer

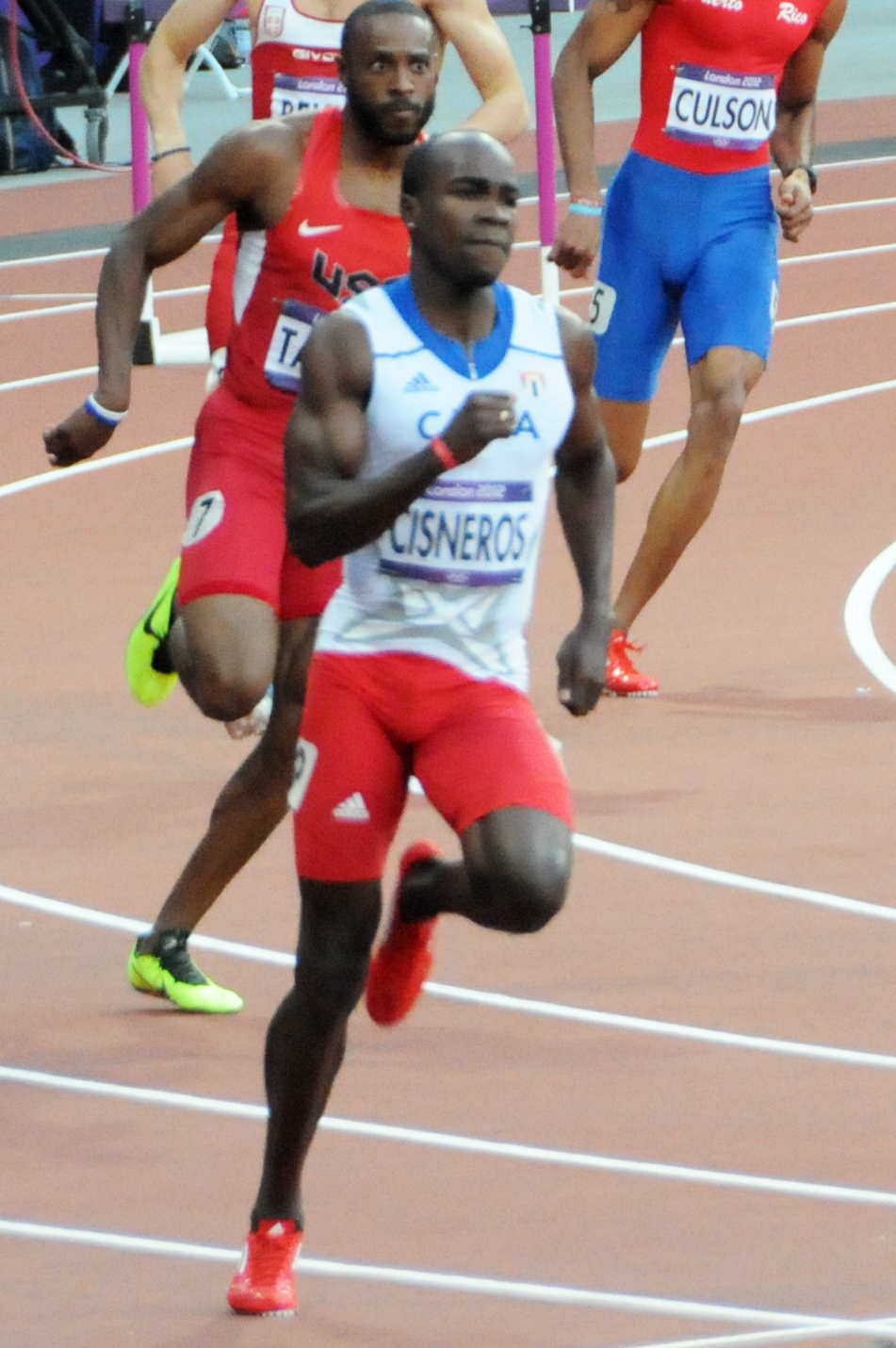
Der Sieger Omar Cisneros (2012)

Der 400-Meter-Hürdenlauf der Männer bei den Panamerikanischen Spielen 2011 fand am 26. und 27. Oktober 2011 im Telmex Athletics Stadium in Guadalajara statt.
19 Athleten aus 15 Ländern nahmen an dem Wettbewerb teil. Die Goldmedaille gewann Omar Cisneros nach 47,99 s, was auch ein neuer Rekord der Panamerikanischen Spiele war. Silber ging an Isa Phillips mit 47,82 s und die Bronzemedaille sicherte sich Félix Sánchez mit 48,85 s.

## Rekorde
Vor dem Wettbewerb galten folgende Rekorde:
| Weltrekord        | Kevin Young   | 46,78 s | Olympische Spiele in Barcelona, Spanien                           | 8. August 1992 |
| Rekord der Spiele | Félix Sánchez | 48,19 s | Panamerikanische Spiele in Santo Domingo, Dominikanische Republik | 6. August 2003 |

## Vorläufe
Aus den drei Vorläufen qualifizierten sich die jeweils zwei Ersten jedes Laufes – hellblau unterlegt – und zusätzlich die zwei Zeitschnellsten – hellgrün unterlegt – für das Finale.

### Lauf 1
26. Oktober 2011, 15:35 Uhr
| Platz | Bahn | Athlet          | Land                | Zeit (s) |
| ----- | ---- | --------------- | ------------------- | -------- |
| 1     | 5    | Isa Phillips    | Jamaika             | 49,62    |
| 2     | 4    | Emanuel Mayers  | Trinidad und Tobago | 49,86 PB |
| 3     | 2    | Lee Ellis Moore | Vereinigte Staaten  | 50,58    |
| 4     | 8    | Juan Stenner    | Mexiko              | 50,87 PB |
| 5     | 3    | Alie Beauvais   | Haiti               | 51,67    |
| 6     | 6    | Emerson Chalá   | Ecuador             | 53,53    |
|       | 7    | Allan Ayala     | Guatemala           | DNF      |

### Lauf 2
26. Oktober 2011, 15:43 Uhr
| Platz | Bahn | Athlet              | Land                    | Zeit (s) |
| ----- | ---- | ------------------- | ----------------------- | -------- |
| 1     | 8    | Mahau Suguimati     | Brasilien               | 50,20    |
| 2     | 3    | Félix Sánchez       | Dominikanische Republik | 50,22    |
| 3     | 7    | Reuben Isaiah McCoy | Vereinigte Staaten      | 50,60    |
| 4     | 6    | Erick Alejandro     | Puerto Rico             | 51,28    |
| 5     | 4    | Amaurys Valle       | Kuba                    | 51,29    |
| 6     | 5    | Jose Luis Ceballos  | Mexiko                  | 51,33 PB |

### Lauf 3
26. Oktober 2011, 15:51 Uhr
| Platz | Bahn | Athlet          | Land                    | Zeit (s) |
| ----- | ---- | --------------- | ----------------------- | -------- |
| 1     | 5    | Omar Cisneros   | Kuba                    | 48,99 SB |
| 2     | 7    | Winder Cuevas   | Dominikanische Republik | 50,12 SB |
| 3     | 6    | Víctor Solarte  | Venezuela               | 51,31    |
| 4     | 8    | Kenneth Medwood | Belize                  | 51,90    |
| 5     | 4    | Junior Hines    | Cayman Islands          | 52,36    |
|       | 3    | Andrés Silva    | Uruguay                 | DNF      |

## Finale
27. Oktober 2011, 18:05 Uhr
| Platz | Bahn | Athlet              | Land                    | Zeit (s) |
| ----- | ---- | ------------------- | ----------------------- | -------- |
|       | 4    | Omar Cisneros       | Kuba                    | 47,99 PR |
|       | 5    | Isa Phillips        | Jamaika                 | 48,82    |
|       | 7    | Félix Sánchez       | Dominikanische Republik | 48,85    |
| 4     | 8    | Winder Cuevas       | Dominikanische Republik | 49,20 PB |
| 5     | 3    | Mahau Suguimati     | Brasilien               | 49,61    |
| 6     | 6    | Emanuel Mayers      | Trinidad und Tobago     | 50,00    |
| 7     | 2    | Reuben Isaiah McCoy | Vereinigte Staaten      | 50,18    |
| 8     | 1    | Lee Ellis Moore     | Vereinigte Staaten      | 51,10    |